# بشر بن ربيعة
بشر بن ربيعة الأكلبي او الخثعمي نسبةً للحلف القبلي فقط من أصحاب النبي محمد، وكان شاعراً.  شارك مع المسلمين في يوم القادسية و كان قائد خثعم في المعركة و اشتهر بالابيات التي القاها الخليفة على عمر ابن الخطاب بعد فوز المسلمين في معركة القادسية  وابنه عبد اللَّه بن بشر الخثعمي‌ من مشاهير أصحاب الحسين بن علي.

## نسبه
بِشْر بن ربيعة بن عَمْرو بن منارة بن قمير بن عامر بن رابِية بن مالك بن واهب بن جَلِيحة بن أَكْلب بن ربيعة بن عِفْرِس بن خلف بن أقيل - خثعم - بن أنمار.

## سيرته
أسلم، وشهد القادسية عاش في الشام وفيه توفي وإليه تنسب قبيلة جبانة بشر بالكوفة، لم يكن له رواية كثيير ومن مروياتة عن الرسول ﷺ، روى عنه ابنه عبد الله، عن أبيه أنه سمع النبي ﷺ يقول: لَتُفْتَحُنَّ القُسْطَنْطِنِيَّةُ، وَلَنِعْمَ الأَمِيرُ أَمِيرُهَا وَلَنِعْمَ الجَيْشُ ذَلِكَ الجَيْشُ.

## أشعاره وقصائده
شهد القادسية، وقال لعمر بن الخطاب بعدها:
ومن قصائده أيضًا: